# Vallcivera
Vallcivera, a vegades també escrit Vall Civera, és una vall dels Pirineus que es troba al municipi de Lles de Cerdanya, a la Baixa Cerdanya. Amb la vall d'Engaït, juntament amb la raconada de Montmalús, conformen les dues valls secundàries situades a la capçalera de la vall de la Llosa, una vall d'uns 14 km que va de nord a sud i que desemboca al riu Segre a l'alçada del poble de Martinet.
La vall discorre d'oest a est, des del Port de Vallcivera (2.517 m) fins poc més de 100 m al sud-est del pla dels Esparvers, lloc on hi ha l'aiguabarreig amb el riu d'Engaït (uns 2.040 m) i on comença el riu de la Llosa. Fa uns 3,5 km de longitud i uns 2 km d'amplada mitjana i hi baixa el riu de Vallcivera, un dels afluents més importants del qual és el riu de Montmalús. La vall és al límit septentrional del municipi de Lles de Cerdanya i també de Catalunya. Els extrems oest i nord de Vallcivera passen pel límit fronterer entre Catalunya i Andorra.
Es tracta d'una vall d'origen glacial amb una geomorfologia modificada per fenòmens glacials i fluvials i que té una gran abundància de roques granodiorites. El paisatge de la vall és d'alta muntanya i està compresa entre els estatges subalpí i alpí. Vallcivera està inclosa a l'Espai Natural Protegit de la Tossa Plana de Lles-Puigpedrós, que fou declarat l'any 2006.

## Biodiversitat

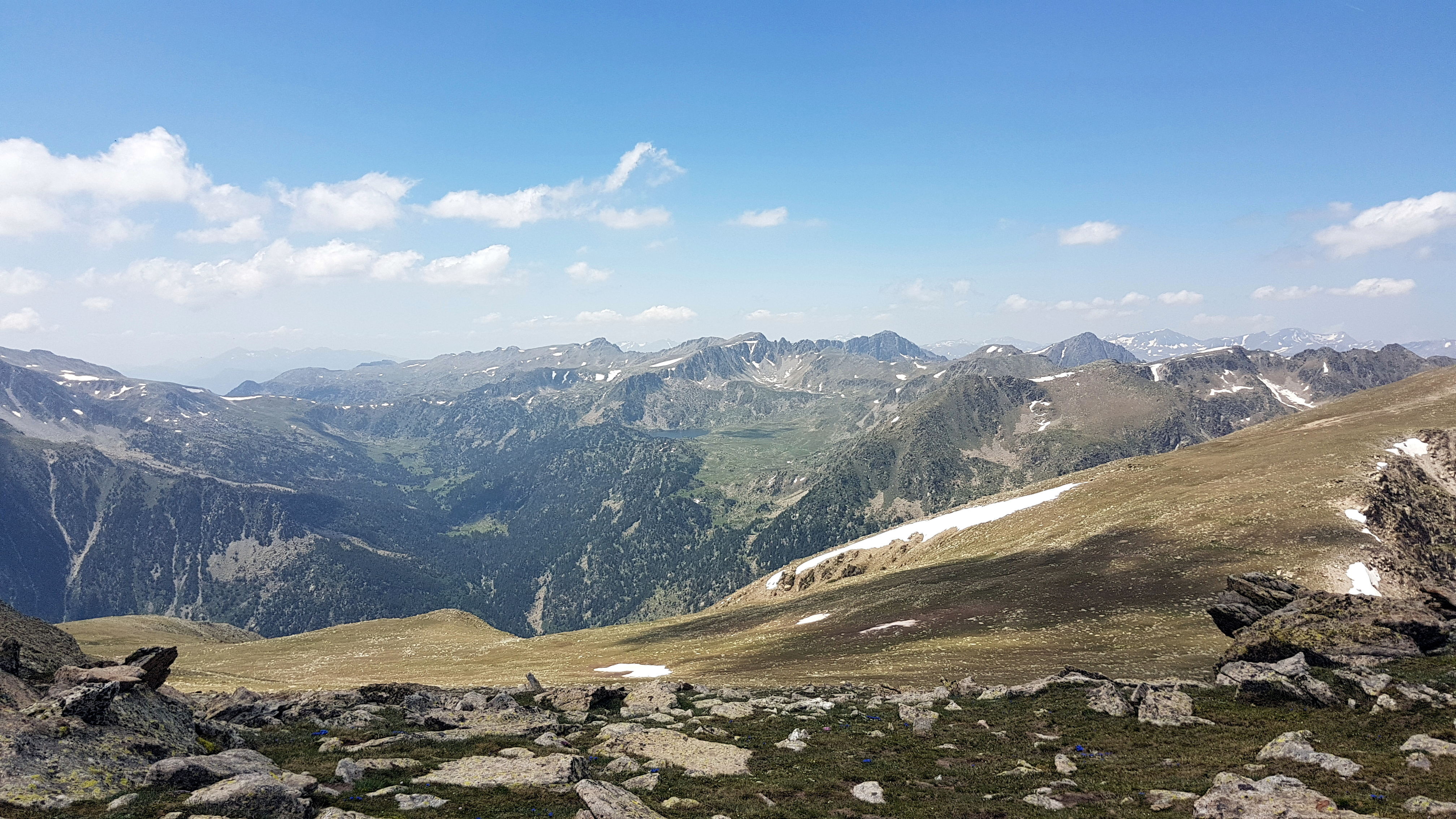
Vista de Vallcivera des de la Portella d'Engorgs

Tota la vall està inclosa a l'Espai Natural Protegit de la Tossa Plana de Lles-Puigpedrós. L'espai també té les figures de protecció de zona d'especial conservació (ZEC) i zona d'especial protecció per a les aus (ZEPA).
Segons el Mapa de cobertes del sòl de Catalunya, la vall presenta set tipologies de coberta del sòl. Hi ha una gran abundància de boscos densos i clars d'acicufolis, que corresponen a pinedes de pi roig (Pinus sylvestris) de l'associació botànica Deschampsio-Pinion i pinedes de pi negre (Pinus uncinata) amb neret (Rhododendron ferrugineum) de l'associació botànica Rhododendro-Pinetum uncinatae. Al fons de vall i a les zones altes dels vessants hi ha diverses àrees de prats alpins i herbassars i també hi ha algunes zones humides i de llacs i llacunes (estanys permanents i intermitents). Al vessant sud, sobretot, hi ha diverses zones de matollar i grans zones de roquissars i congestes que baixen de la carena que tanca la vall pel sud entre els cims de la Tosseta de Vallcivera i la Muga. No hi ha àrees agrícoles o urbanitzades.

## Senderisme
Vallcivera és el lloc de pas de dos senders de gran recorregut (GR):
- GR 11 o «Sender del Pirineu»: recorre tot el fons de vall paral·lel al riu de Vallcivera. En sentit est-oest, ve de la Portella d'Engorgs, per on entra a la vall de la Llosa, entra a la part baixa de Vallcivera on hi ha el pla dels Esparvers i se'n va pel coll de l'Illa, a la capçalera de Vallcivera, per on entra a la vall del Madriu, en territori andorrà. Es tracta d'un sender que recorre els Pirineus pel vessant sud, des del Cantàbric fins a la Mediterrània.[9]

- GR 107 o «Camí dels bons homes»: recorre poc més de 200 m just a la part baixa de la vall i passa per la Cabana dels Esparvers, lloc on es creua amb el GR 11. En aquest tram, que també és compartit amb el GR 11.10, una variant del GR 11, el GR 107 va en sentit sud-nord, ve de la vall de la Llosa i s'enfila cap a la vall d'Engaït. El sender connecta el Santuari de la Mare de Déu de Queralt, a Berga, i la ciutat de Foix, a l'Arieja.[10]